# Wong Wai Hong
Wong Wai Hong (chinesisch 王偉康; * 31. März 1986) ist ein Badmintonspieler aus Hongkong.

## Karriere
Wong Wai Hong wurde 2010 sowohl im Mixed als auch im Herrendoppel Meister von Hongkong. Bei den Weltmeisterschaften 2009 und 2010 schaffte er es im Mixed bis in Runde zwei, während im Doppel schon in Runde eins Endstation war. Bei den Asienspielen 2010 wurde er Neunter im Doppel und 17. im Mixed.

## Sportliche Erfolge
| Saison | Veranstaltung         | Disziplin    | Platz | Name                                      |
| ------ | --------------------- | ------------ | ----- | ----------------------------------------- |
| 2009   | Weltmeisterschaft     | Herrendoppel | 33    | Yohan Hadikusumo Wiratama / Wong Wai Hong |
| 2009   | Weltmeisterschaft     | Mixed        | 17    | Wong Wai Hong / Louisa Koon Wai Chee      |
| 2010   | Asienspiele           | Herrendoppel | 9     | Yohan Hadikusumo Wiratama / Wong Wai Hong |
| 2010   | Asienspiele           | Mixed        | 17    | Wong Wai Hong / Chau Hoi Wah              |
| 2010   | Weltmeisterschaft     | Herrendoppel | 33    | Yohan Hadikusumo Wiratama / Wong Wai Hong |
| 2010   | Weltmeisterschaft     | Mixed        | 17    | Wong Wai Hong / Chau Hoi Wah              |
| 2010   | Nationale Titelkämpfe | Herrendoppel | 1     | Yohan Hadikusumo Wiratama / Wong Wai Hong |
| 2010   | Nationale Titelkämpfe | Mixed        | 1     | Wong Wai Hong / Chau Hoi Wah              |